# Saar-Hunsrück-Steig

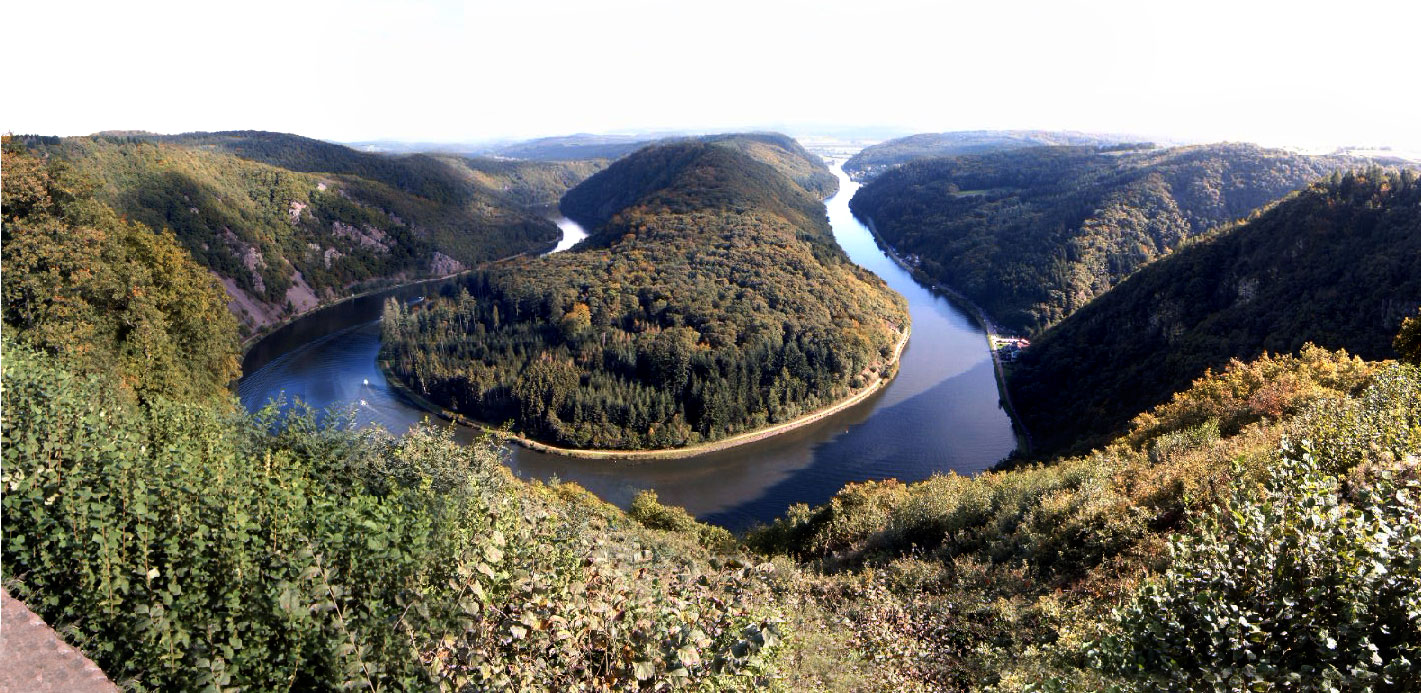
Blick von der Cloef auf die Saarschleife

Der Saar-Hunsrück-Steig ist ein 410 Kilometer langer Wanderweg im Naturpark Saar-Hunsrück sowie im östlichen Hunsrück und verläuft von Perl an der Mosel über die Saarschleife bei Mettlach im Saarland über Hermeskeil und Idar-Oberstein an der Nahe in Rheinland-Pfalz bis nach Boppard am Rhein.
Ein Abzweig von Hermeskeil führt als Ruwer-Route nach Trier an der Mosel.
Der Steig wurde 2012 von der Saarschleife um zwei Etappen bis zur Mosel bei Perl verlängert und 2015 von Idar-Oberstein bis Boppard weitergeführt.
Obwohl erst 2007 eröffnet, hat er bereits das Wandersiegel des Deutschen Wanderinstituts erhalten, weil zum Beispiel nur 5 % der Strecke über asphaltierte Wege führen und mehr als 70 % Naturwege sind.
Der Saar-Hunsrück-Steig ist der am besten bewertete Wanderweg Deutschlands.
Das Logo des Steigs ist ein grün-blaues Rechteck mit dem H von Hunsrück und dem S der Saarschleife. Die Wegmarkierungen zeigen das Logo in einer einfachen blau-weißen Version.

## Verlauf
- Etappe 1: Von Perl am Moselgrenzübergang zu Luxemburg und an der Grenze zu Frankreich geht es hinauf auf die Moselhöhen mit der Römischen Villa Borg nach Hellendorf (500 m vom Steig) (17,4 km).
- Etappe 2: Von Hellendorf über Tünsdorf mit seinem Barockkloster und dem Klostergarten, der zu den Gärten ohne Grenzen gehört, ins Steinbachtal mit seinem Wasserfall nach Orscholz mit einem Märchenpark, einem Kurpark und der Cloef, dem Aussichtspunkt über der Saarschleife. Von dort führt der Steig hinunter nach Mettlach (16,5 km).
- Etappe 3: Von Mettlach über die Saarhöhen ins Saarhölzbachtal nach Britten (11,5 km).
- Etappe 4: Die Etappe nach Losheim bis zum Touristeninformationszentrum am Stausee Losheim ist ebenfalls 11,6 km lang.
- Etappe 5: Von Losheim geht es hinauf nach Scheiden, dem höchstgelegenen Dorf des Saarlandes, dann über Waldhölzbach im Hölzbachtal zum Schwimmbad von Weiskirchen. Zur Ortsmitte mit seinen Gasthäusern sind es 1,5 km (15,3 km).
- Etappe 6: Von Weiskirchen geht es in den Hunsrück hinauf an Steinberg vorbei über Reidelbach, das ebenfalls zu Wadern mit seinen Burgen und Schlössern gehört und den Hochwald zum Grimburger Hof unter der Grimburg (18,3 km).
- Etappe 7: Von der Grimburg geht es durch das Wadrilltal nach Reinsfeld (11 km).
- Etappe 8: Von Reinsfeld an Hermeskeil und der Primstalsperre vorbei bis Nonnweiler (15,2 km).
- Etappe 9: Von Nonnweiler an dem keltischen Ringwall von Otzenhausen vorbei bis Börfink (14,2 km).
- Etappe 10: Von Börfink nach Thalfang am Erbeskopf, dem mit 816 m höchsten Berg des Hunsrücks, dann über die Dollberge bis zum Etappenende in Morbach (23,5 km).
- Etappe 11: Von Morbach über Langweiler bis Kempfeld (17,2 km).
- Etappe 12: Von Kempfeld über Herborn bis Idar-Oberstein (19,8 km).
- Etappe 13: Von Idar-Oberstein geht es über den Felsenpfad vorbei an Hintertiefenbach und Niederwörresbach ins mittelalterliche Herrstein (20 km).
- Etappe 14: Von Herrstein geht es weiter über Niederhosenbach und Sonnschied durchs Hahnenbachtal nach Rudolfshaus (14 km).
- Etappe 15: Die Etappe startet in Rudolfshaus, führt dann durch Bundenbach mit seiner Schmidtburg vorbei an einem Schieferbergwerk und der Keltensiedlung Altburg bis nach Rhaunen (13 km).
- Etappe 16: Von Rhaunen geht es durch das Idarbachtal an Laufersweiler vorbei nach Sohren (21 km).
- Etappe 17; Dieser Abschnitt startet in Sohren, geht an Bärenbach (Mittelpunkt von Rheinland-Pfalz) und dem Flughafen Hahn vorbei bis ins Wilwersbachtal bis nach Altlay (12 km).
- Etappe 18: Von Altlay führt der Pfad über den Altlayer Bach durch die Altlayer Schweiz bis nach Blankenrath (17 km).
- Etappe 19: Die Etappe führt von Blankenrath durch den Mittelstrimmiger Wald an Mittelstrimmig und Altstrimmig durchs Mörsdorfer Bachtal bis Mörsdorf (15 km). Seit Oktober 2015 ist es möglich über die damals längste Hängeseilbrücke in Deutschland zu wandern.
- Etappe 20: Von Mörsdorf geht es zum Burgberg und zur Burgruine Balduinseck und dann weiter ins Mastershausener und Wohnrother Bachtal bis Bell und weiter noch bis nach Kastellaun (16 km).
- Etappe 21: Dieser Abschnitt führt von Kastellaun über die Freizeitanlage Erlebnisfeld Mannebach, entstanden im Rahmen der Dorferneuerung um das ehemalige Schwimmbad[3] bis zur Baybachklamm und endet an der Schmausemühle[4] (18 km).
- Etappe 22: Von der Schmausemühle geht der Weg von hohen Felsen gesäumt durch die Baybachklamm bis nach Morshausen (10 km).
- Etappe 23: Diese Etappe führt von Morshausen bis zur Ehrenburg und von da hinein in die Ehrbachklamm und endet in Oppenhausen (16 km).
- Etappe 24: Die letzte Etappe führt von Oppenhausen mit Blick ins Rheintal bis nach Boppard, wo er an den RheinBurgenWeg anschließt (18 km).[5]

Abzweig nach Trier (anschließend an Etappe 6)
- Etappe 25: Vom Grimburgerhof bis zum Stausee Kell (11,5 km).
- Etappe 26: Vom Stausee Kell bis Kasel/Mertesdorf (20,2 km).
- Etappe 27: Von Kasel/Mertesdorf bis Trimmelter Hof (15,3 km).

Am Weg wird auf Sehenswertes und notwendige Ressourcen in den 13 am Wege beteiligten Anliegerkommunen hingewiesen. Zahlreiche Gasthäuser wurden als Qualitätsgastgeber wanderbares Deutschland qualifiziert und werden so touristisch vermarktet. Drei Restaurants am Wege zählen zu den hundert besten Häusern in Deutschland.

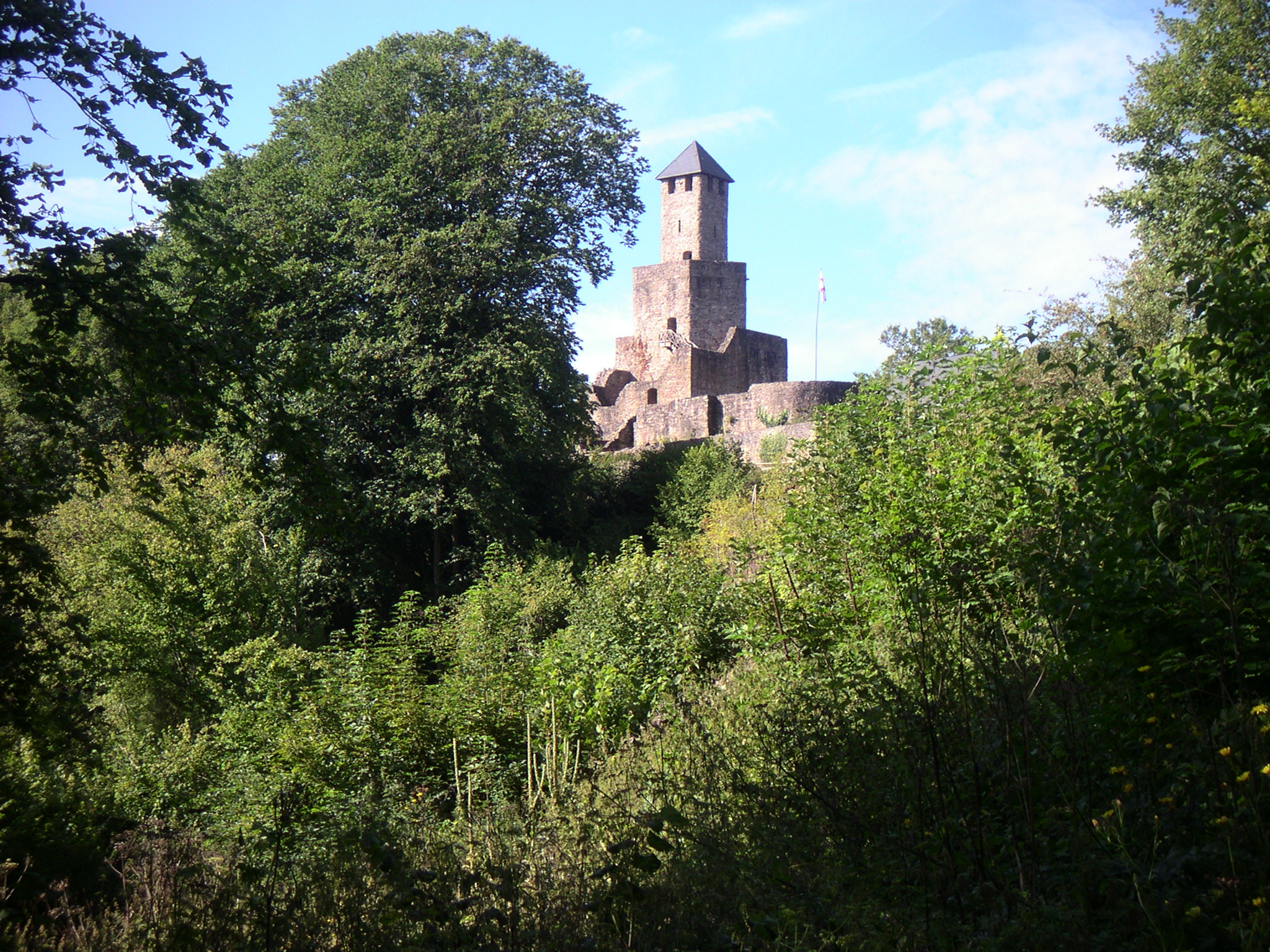
Turm der Burg Grimburg
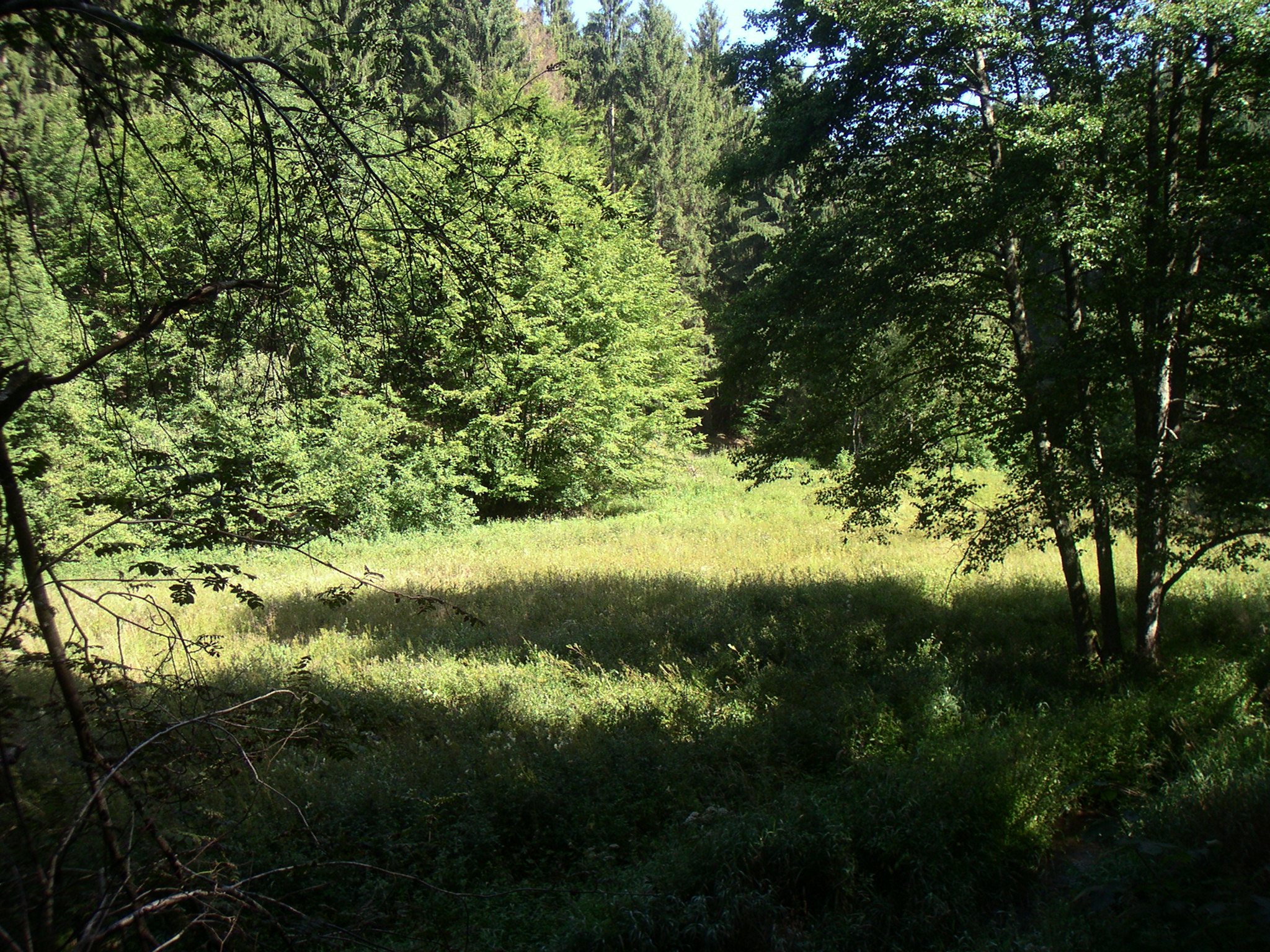
Weg zwischen Grimburg und Hermeskeil
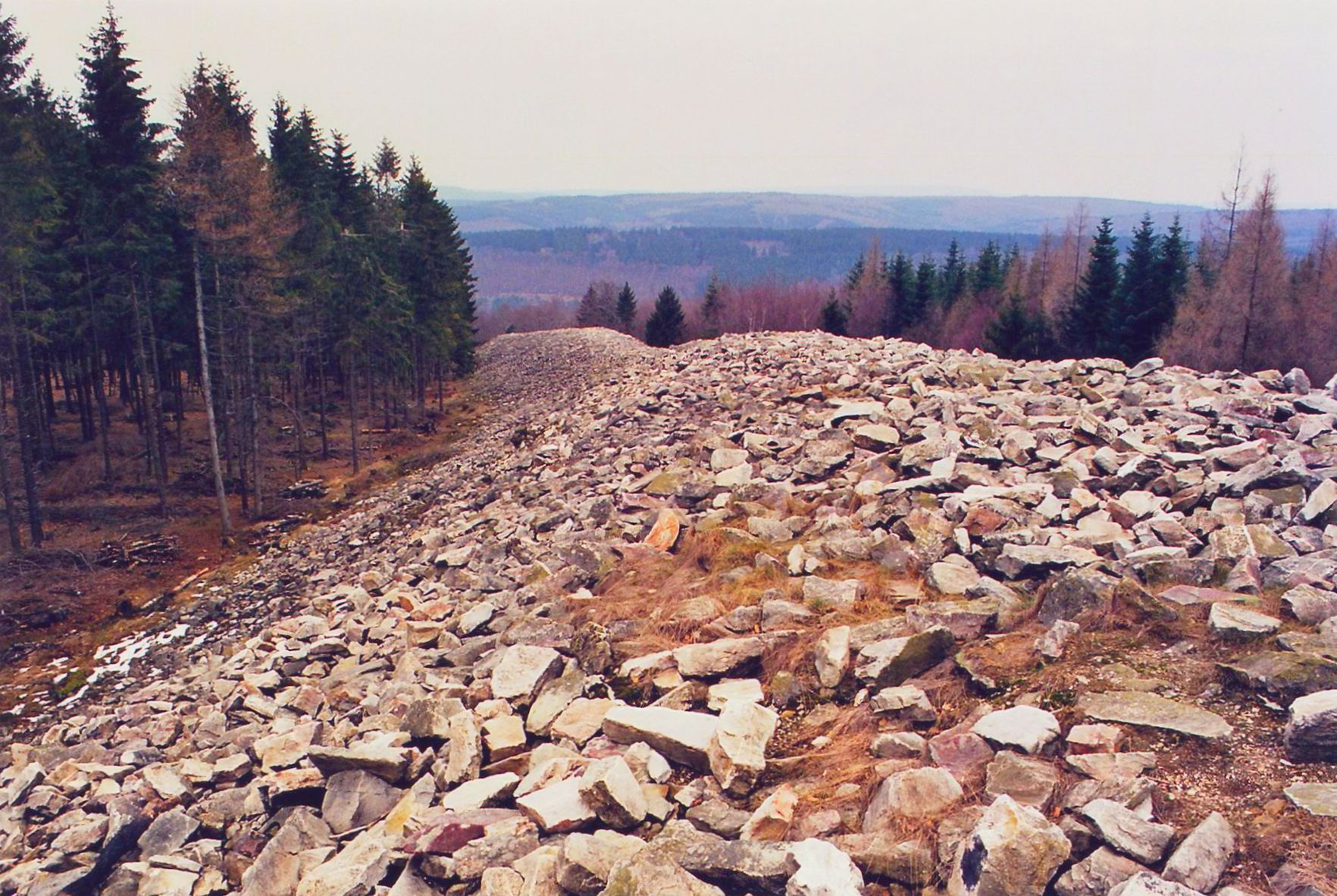
Ringwall von Otzenhausen
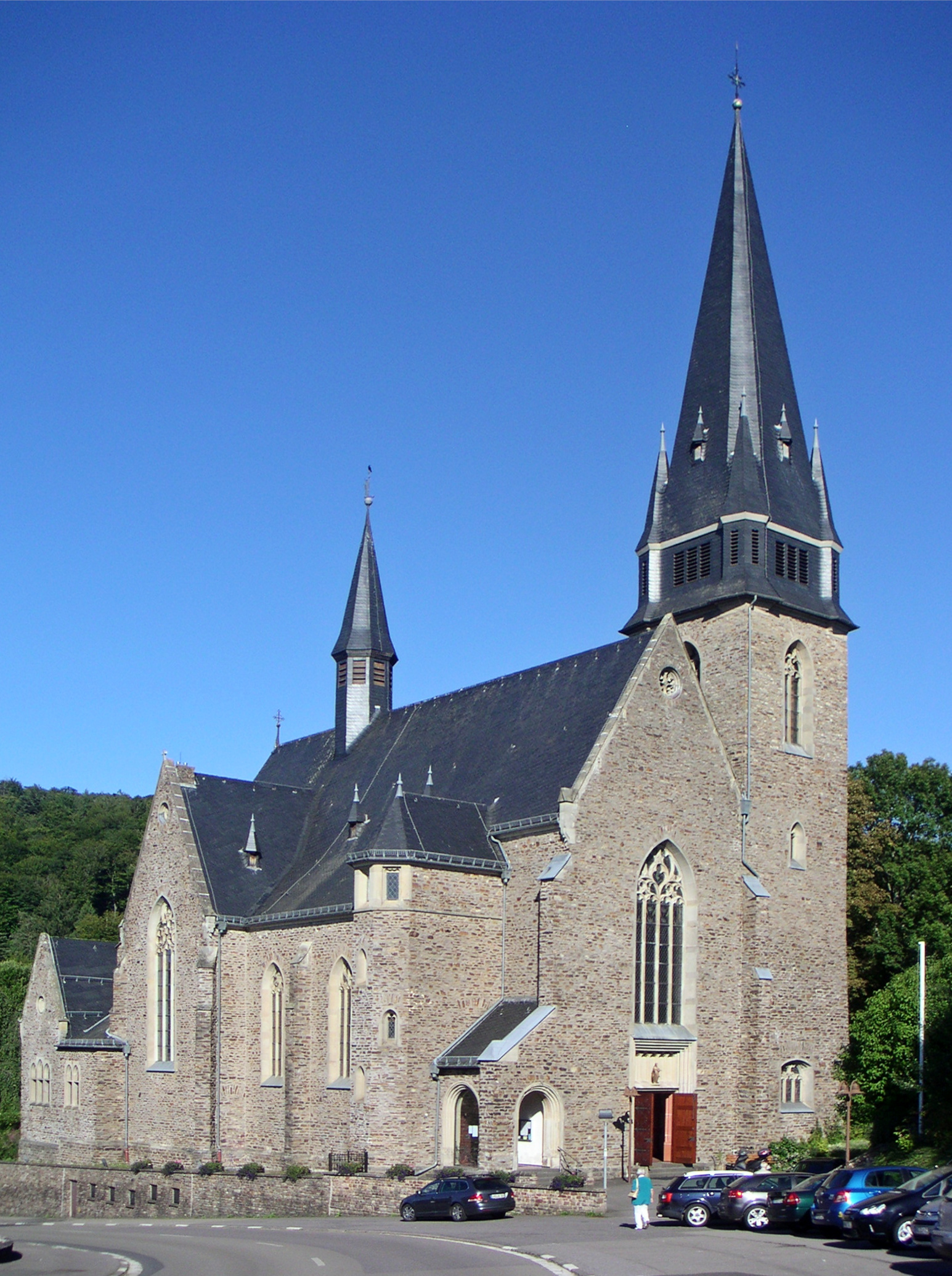
Kirche von Nonnweiler
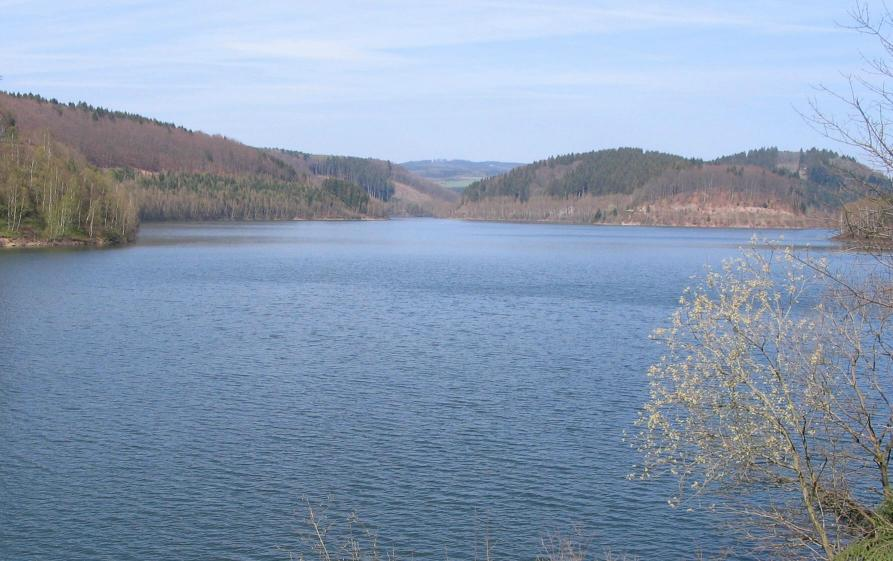
Primstalsperre
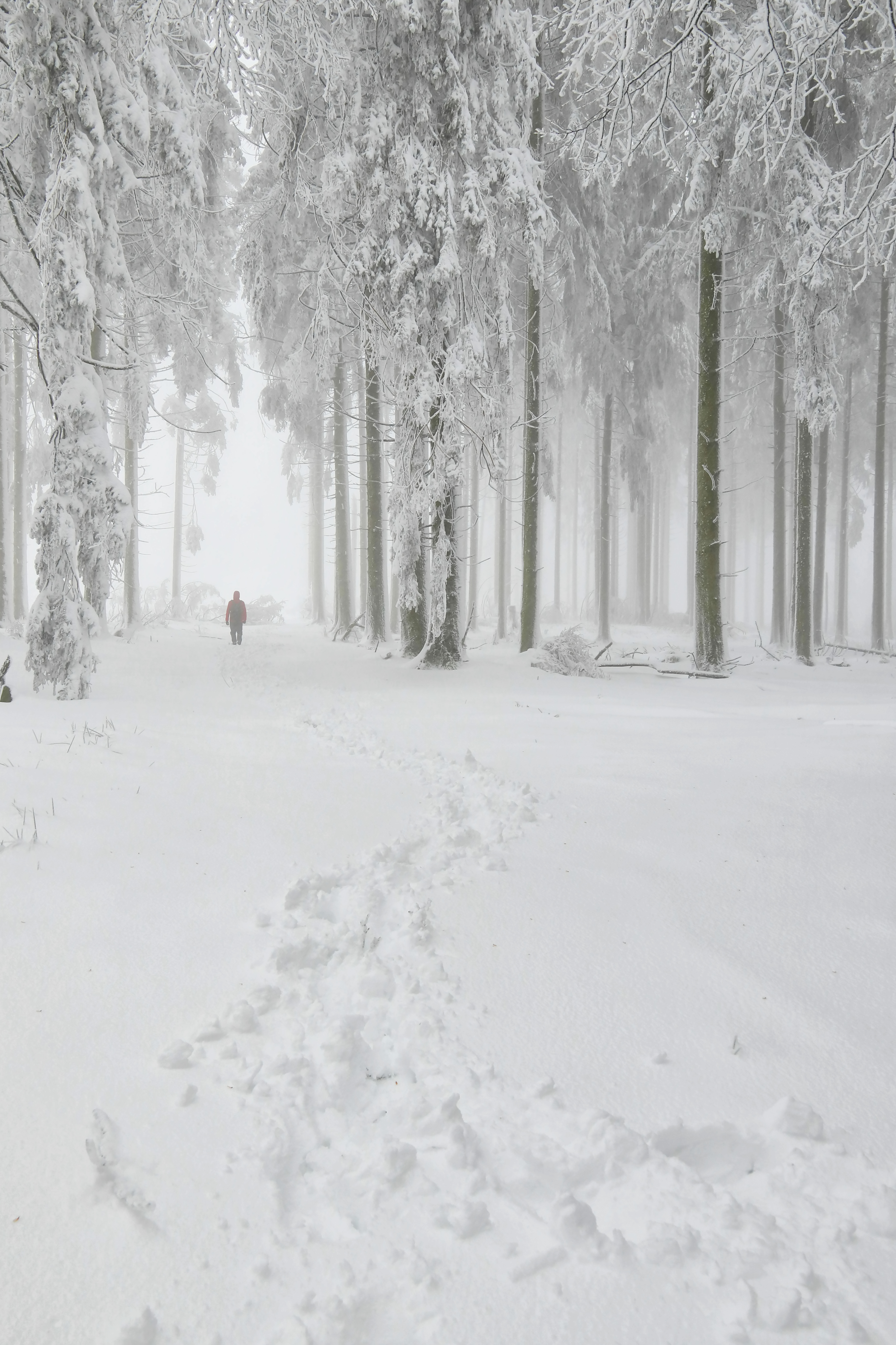
Etappe 10 zwischen Springenkopf und Erbeskopf
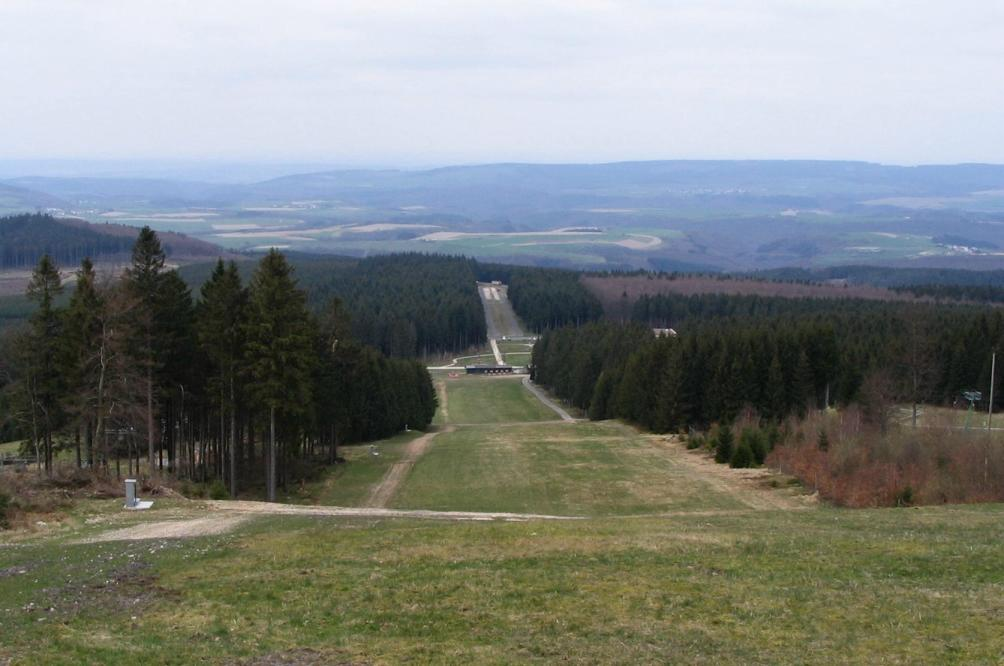
Blick vom Erbeskopf

## Traumschleifen

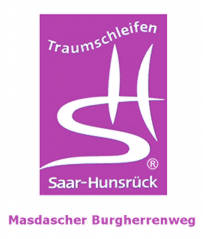
Die Markierung der Traumschleifen greift das Logo des Saar-Hunsrück-Steiges mit geänderter Farbgebung auf

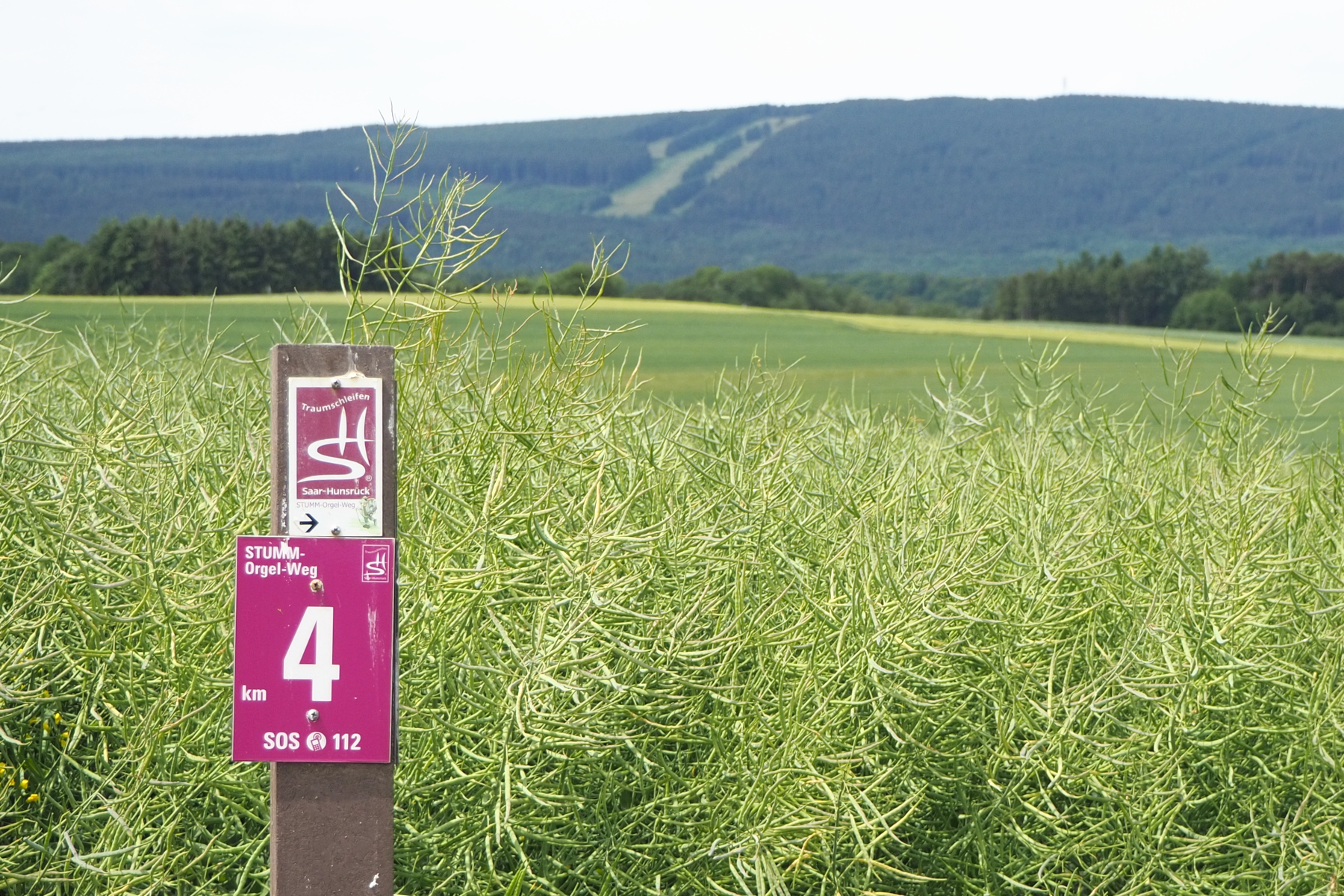
Kilometermarke der Traumschleife 87, im Hintergrund der Idarkopf

Rund um den Saar-Hunsrück-Steig sind 111 Rundwanderwege zwischen 5 und 20 km Länge als sogenannte „Traumschleifen“ ausgewiesen und markiert. Sie grenzen entweder unmittelbar an den eigentlichen Steig oder befinden sich in dessen Nähe.
Die Traumschleifen sollen jeweils einen speziellen Erlebniswert bieten und folgen häufig einem Thema, das auf Informationstafeln vertieft wird. Sie wurden nach den Kriterien des Deutschen Wanderinstituts konzipiert und verlaufen in weiten Teilen auf Naturwegen und Pfaden. Derzeit 70 davon wurden mit dem Wandersiegel „Prädikatswanderweg“ ausgezeichnet.
Die Wegmarkierungen der Traumschleifen sind in weiß auf Purpur ausgeführt, unter dem Logo steht der Name der jeweiligen Schleife. Die meisten weisen zusätzlich Kilometermarken am Weg auf, die auch als Rettungspunkte dienen.
Folgende Traumschleifen wurden im Wandermagazin zu Deutschlands schönstem Wanderweg in der Kategorie „Touren“ gewählt:
- „Mittelalterpfad“ im Jahr 2010
- „Baybachklamm“ im Jahr 2011
- „Hahnenbachtaltour“ im Jahr 2012
- „Rheingold“ im Jahr 2016
- „LandZeitTour“ im Jahr 2017
- „Masdascher Burgherrenweg“ im Jahr 2018
- „Heimat“ im Jahr 2020

Darüber hinaus gibt es derzeit (Juni 2022) 17 kürzere Traumschleifchen, Premium-Wanderwege von etwa 3 bis 7 km Länge.

### Liste der Traumschleifen
| Name                                  | km   |
| ------------------------------------- | ---- |
| Almglück                              | 06,7 |
| Altlayer Schweiz                      | 08,5 |
| Bach- und Burrenpfad                  | 12,6 |
| Bärenbachpfad                         | 13,0 |
| Baybachklamm                          | 10,5 |
| Beckinger Saarblicke                  | 14,3 |
| Bietzerberger                         | 18,9 |
| Börfinker Ochsentour                  | 09,0 |
| Burgstadt-Pfad                        | 06,7 |
| Cloefpfad                             | 08,2 |
| Der Bergener                          | 11,2 |
| Der Gisinger                          | 11,0 |
| Der Hochwälder                        | 09,4 |
| Dhrontal-Wackentour                   | 14,3 |
| Diller Burgpfad                       | 11,3 |
| Dolinenweg                            | 09,5 |
| Dollbergschleife                      | 11,2 |
| Domblick                              | 10,3 |
| Dünnbach-Pfad                         | 10,8 |
| Edelsteinschleiferweg                 | 15,9 |
| Ehrbachklamm                          | 08,5 |
| Elfenlay                              | 10,2 |
| Erzgräberweg                          | 11,6 |
| Felsenweg                             | 14,2 |
| Frau Holle                            | 09,5 |
| Fünf-Täler-Tour                       | 08,2 |
| Fünfseenblick                         | 10,4 |
| Georgi-Panoramaweg                    | 13,1 |
| Gipfelrauschen                        | 07,4 |
| Gräfin Loretta                        | 12,1 |
| Greimerather Höhenweg                 | 13,3 |
| Grenzblickweg                         | 13,2 |
| Hahnenbachtaltour                     | 09,4 |
| Hasenkammer                           | 10,4 |
| Heimat                                | 10,6 |
| Himmels Gääs Paad                     | 07,3 |
| Hirn-Gallenberg-Tour                  | 07,4 |
| Hochwald-Acht                         | 20,0 |
| Hochwald-Pfad                         | 11,5 |
| Hubertusrunde                         | 09,9 |
| Hunolsteiner Klammtour                | 10,6 |
| Idesbachpfad                          | 18,4 |
| Jakob-Maria-Mierscheid-Weg            | 11,3 |
| Kaltensteinpfad                       | 07,7 |
| Kappleifelsentour                     | 08,9 |
| Kasteler Felsenpfad                   | 09,1 |
| Kirschweiler Festung                  | 09,1 |
| Kleiner Lückner                       | 08,4 |
| Klingelfloß                           | 08,0 |
| Köhlerpfad am Steinbach               | 13,3 |
| Königsfeldschleife                    | 13,0 |
| Kupfer-Jaspis-Pfad                    | 19,4 |
| LandZeitTour                          | 08,1 |
| Layensteig Strimmiger Berg            | 13,8 |
| Lecker Pfädchen                       | 10,9 |
| Litermont Sagenweg                    | 17,9 |
| Litermont-Gipfel-Tour                 | 08,9 |
| Mannebach 111                         | 11,9 |
| Manternacher Fiels                    | 09,6 |
| Marienberg                            | 11,4 |
| Masdascher Burgherrenweg              | 13,7 |
| Mittelalterpfad                       | 08,4 |
| Mittelrhein-Klettersteig Boppard      | 05,0 |
| Morscheider Grenzpfad                 | 16,4 |
| Mühlenbach Schluchtentour             | 11,5 |
| Murscher Eselsche                     | 10,8 |
| Nahe-Felsen-Weg                       | 08,9 |
| Nohener-Nahe-Schleife                 | 11,7 |
| Oberes Baybachtal                     | 15,2 |
| Ölmühlentour                          | 07,5 |
| Oppig-Grät-Weg                        | 13,5 |
| Panoramaweg Perl                      | 12,2 |
| Primstaler Panoramapfad               | 14,8 |
| Rabenlay                              | 15,5 |
| Rheingold                             | 10,6 |
| Rockenburger Urwaldpfad               | 11,7 |
| Römer-Keltenpfad                      | 13,2 |
| Romika-Weg                            | 11,8 |
| Rund um den Zauberwald                | 10,5 |
| Rund um die Kama                      | 06,2 |
| Ruwer-Hochwald-Schleife               | 12,8 |
| Saar-Leuktal-Panorama                 | 11,5 |
| Saarhölzbachpfad                      | 13,0 |
| Saarschleife Tafeltour                | 15,8 |
| Schanzerkopf-Tour                     | 14,4 |
| Schengen grenzenlos / sans frontières | 08,1 |
| Schiefer-Wackenweg                    | 12,4 |
| Schillinger Panoramaweg               | 14,7 |
| Schluchtenpfad                        | 10,8 |
| Soonwald                              | 09,9 |
| Stausee Tafeltour                     | 10,0 |
| Steinhauerweg                         | 10,3 |
| STUMM-Eisenhütten-Weg                 | 15,5 |
| STUMM-Orgel-Weg                       | 13,8 |
| Traumschleife Mittelrhein             | 14,6 |
| Traumschleife Schwede-Bure            | 11,9 |
| Trauntal-Höhenweg                     | 13,8 |
| Trierer Galgenkopftour                | 16,6 |
| Vauban-Steig                          | 12,2 |
| Via Molarum                           | 16,0 |
| Wadrilltal-Tafeltour                  | 11,9 |
| Waldsaumweg                           | 10,9 |
| Waldzeit                              | 09,9 |
| Wasser Dichter Spuren                 | 12,5 |
| Weg des Wassers                       | 12,9 |
| Wehinger Viezpfad                     | 14,1 |
| Wein- und Naturpfad Palmberg          | 08,8 |
| Wildnis-Trail                         | 17,1 |
| Wind, Wasser & Wacken                 | 10,1 |
| Zwei-Täler-Weg                        | 12,7 |
| Zwischen den Wäldern                  | 10,7 |